# Africa General Service Medal
De Africa General Service Medal (verleend tussen 1902 en 1956) was een Britse Campagnemedaille die later tot de medailles van de dominions en de landen van het Gemenebest ging behoren.
De medaille werd verleend voor deelname aan kleinere campagnes in Afrika. De medaille werd ook tijdens de Eerste Wereldoorlog verleend en op het lint konden negen gespen worden gedragen. Men ziet de medaille nooit zonder ten minste één gesp. De meeste medailles gingen naar de (blanke) officieren en (zwarte) soldaten van de territoriale troepen zoals de beroemde King's African Rifles.

## De medaille
- Op de voorzijde is de Britse vorst afgebeeld. Dat kan Edward VII, George V, George VI of Elizabeth II zijn.
- Op de keerzijde staat een afbeelding van Britannia naast een leeuw. Zij biedt tegen de achtergrond van een opgaande zon vrede en de Britse wet aan.

De medaille werd aan een lint op de linkerborst gedragen.

## Gespen
- East Africa 1914, voor de strijd tegen de Turkana.
- East Africa 1915, voor de strijd tegen de Turkana.
- East Africa 1918 voor de strijd tegen de Turkana.
- Shimber Berris 1914-15, voor twee korte veldtochten in november 1914 and februari 1915 tegen de forten in Brits Somaliland. De gespen werden vooral aan Indische militairen toegekend.
- Nyasaland 1915, voor vrijwilligers tijdens het neerslaan van een opstand in de Shire Highlands.
- Jubaland 1917-18, het neerslaan van een opstand van de Aulihan aan de Jubba Rivier.
- Nigeria 1918, het neerslaan van een opstand van de Egba tussen Abeokuta en Lagos in de zogenaamde Adubi War.
- British Somaliland 1920, De langdurige strijd tegen Mohammed Abdullah Hassan ('the Mad Mullah') doorleger, marine en luchtmacht.
- Kenya, voor de strijd tussen 21 oktober 1952 en 17 november 1956 tegen de Mau Mau en de opstandige Kikuyu.

Voor het bedwingen van deze opstand werden meerdere Britse regimenten en ook de RAF ingezet.